# الزخارف السعودية
زخارف سعودية  السعودية
زخرفة عربية
 تمتلك المملكة العربية السعودية تراث عريق امتد لتاريخ طويل مقدس وتتميز الزخارف التراثية السعودية بالتصميم المميز والدقة والابتكار ، وتسعى المملكة على الحفاظ على هذا التراث الرائع وتطوير الزخارف الاسلامية. تتميز الزخارف التراثية بالسعودية بألوانها الرائعة  الزاهية التي تذهل كل من يراها، وكما تتسم الزخارف بالذوق الرفيع، وهي مصدر هام من مصادر ثقافة المملكة. تعتبر الزخارف الشعبية الموجودة على معظم الأبواب الخشبية في نجد هي أهم الصور التي تنقب الهوية والخصائص الإجتماعية  للشعب السعودي، فهي تحمل العديد من المعاني والمظهر والفن الجميل التي تم توارثه على مر العصور ، مما جعل هذه الزخارف جزء متأصل من الهوية الوطنية وتمتلئ البيوت السعودية القديمة بمجموعة كبيرة  من الزخارف والمشغولات الجميلة التي تميز المملكة، وهناك زخارف عرفت في العالم بأكمله واحتلت مكانة مرتفعة وسجلت بشكل رسمي في قائمة التراث العالمي الغير مادي اليونسكو ومن أشهرها القط العسيري و هناك العديد من الزخارف التي في طريقها لتسجيل بشكل رسمي، فثقافة السعودية معروفة بتراثها العمراني والفن والابداع المتواصل في شعبها ، كانت المجوهرات جزءًا أساسيًا من الثوب العربي لآلاف السنين، أكثر من مجرد زخرفة شخصية، المجوهرات ترمز إلى الوضع الاجتماعي والاقتصادي، كانت المجوهرات التقليدية مصنوعة في الغالب من الفضة وعلى الرغم من استخدام الذهب أيضًا، ويستخدم أحجارًا مثل الفيروز والعقيق والعنبر مع استخدام الزخارف التراثية السعودية المميزة، كما تم استخدام أجراس صغيرة وعملات وسلاسل للزينة.
تطورت التصاميم في المقام الأول من الخط الإسلامي والزخارف، وظهرت أنماطًا معقدة من الأشكال الهندسية والأوراق والهلال والزهور ، ولا تزال المرأة السعودية تستخدم  المجوهرات التي تتميز بالزخارف التراثية السعودية الجميلة. غالبًا ما يكون الثوب التقليدي مزينًا بالعملات المعدنية أو الترتر أو زخارف النسيج ذات الألوان الزاهية التي تميزها عن غيرها ، والأزياء التقليدية السعودية عادة ما تكون مزخرفة بشكل مذهل وتتألف من مزيج من الأسود والبورجوندي. الألوان الشائعة الأخرى تشمل الأخضر الداكن والبنفسجي ، ويتم استخدام الخرز المعدني للتطريز ، كما كانت بعض الفساتين القبلية للنساء تحتوي على عملات معدنية .

## انواع الزخارف في المملكة العربية السعودية

#### السدو
يعود اصل زخرفة السدو الى شمال المملكة العربية السعودية وهو من الصناعات الشهيرة في التراث السعودي، ومنه يُصنع الكثير من السجادات والخيام ورحال الجمال وعدد من الأدوات الأخرى، ويُعَدُّ ثقافة وموهبة ومصدر دخل، ولا سيما لدى النساء اللاتي أخرجن طاقاتهن الفنية فيه قديماً، ونجحت السعودية مؤخرا في تسجيل عنصر «حياكة السدو» ضمن القائمة التمثيلية للتراث الثقافي غير المادي لدى منظمة «اليونسكو».

#### القط العسيري
القط العسيري أو النقش أو الزَّيان، هو أحد الفنون التجريدية التي نشأت في منطقة عسير في السعودية تقوم به النساء لتزيين بيوتهن، حيث تُختار أنماط هندسية وتصاميم مختلفة متناسبة لإنجاز طبقات فوق بعض تتشكل فيها العديد من الخطوط والرسمات لكل منها مصطلحها الخاص ثم تلون بعدد من الألوان كالأسود والأزرق والأحمر والأصفر، وهو فن مدرج ضمن قائمة التراث غير المادي في اليونسكو منذ 9 ديسمبر 2017.

#### الأبواب النجدية
من أهم الزخارف الشعبية في نجد هي الأبواب، إذ أن الزخارف الشعبية التي نُقشت على الأبواب الخشبية في نجد تُشير إلى أحد أشكال الهوية المعمارية التي تقوم بعكس الخصائص والسمات البيئية والاجتماعية للمجتمع السعودي إذ أن ما تحمله العمارة النجدية في داخلها يقوم بعكس الجماليات الفلسفية الموروثة عن الثقافة والذي تمكن الفنان الشعبي من خلالها توظيف الأشكال الزخرفية و الزخارف الاسلامية كأحد العناصر الرئيسية.
المميز في الزخارف النجدية ما يطلق عليها (التيجان) وهي زخرفه تكون في أعلى الكمار في (القهوه) على شكل تاج مقتبسة من الاروقة الموجودة في المساجد وكذلك (العراص ) جمع عرصه وهو البناء من الحجاره توضع كمصبات لتفريغ للسيول من المزارع وغيرها .

#### زخرفة الروشن السعودية
يتميز  الفن المعماري الحجازي القديم بالعديد من المعالم والتي أشهرها هو الرواشين والمشربيات الحجازية. حيث يعكس الروشان الحجازي أصالة الفن الحجازي القديم الذي يعتبر السمة الممميزة للأحياء القديمة وتعتبر الرواشين منظومة كاملة للإرث الحضاري في العالم العربي عامة والممكلة السعودية خاصة. بالإضافة إلى أنه يعكس التراث الفني والمعماري الإسلامي القديم. ومن الواضح تفنن الحرفيين في تزيين وزخرفة الرواشين. التي ظهرت وكأنها قطعًا فنية بديعة تلفت الأنظار وتكسب واجهات المساكن روعة وبهاء.
وتمثل الرواشين منطقة الحجاز غرب المملكة. وهي نقوش إسلامية تنحت على الخشب و تثبت في واجهة المنازل على النوافذ والفتحات الخارجية من أجل إعطائها أشكالاً فنية وتتيح دخول ضوء الشمس والهواء إلى المنزل، ويعبّر الروشن عن المستوى الاقتصادي لصاحب البيت من حيث التكلف في التصميم.
وكانت هذه الرواشين أشهر الفنون الإسلامية القديمة، وهو فن الأرابيسك. وكان يعرف باسم التزويق أو الزخرفة العربية، أو الفن العربي. وهو عبارة عن أنماط ونماذج هندسية معقدة تخرج في هيئة زخارف متشابكة ومتداخلة ومتقاطعة. وغالبًا ما تكون أشكالًا لزهورٍ أو ثمارٍ أو أوراق أشجارٍ.

#### زخرفة وطراز السفيفة السعودي
السفيفة هي زخرفة سعودية الاصل و هي زخرفة تُستخدم في سروج الخيول والملابس أول ظهور لها كان في المملكة العربية السعودية، وهي شريط خفيف أو حزام يصنع من الخوص أو القطن أو الحرير أو خيوط الذهب والفضه وتستخدم في الرحل والترحال

#### الزخارف الجصية الحساوية السعودية
هي زخرفة على الجص او الجبص على المباني الطينية والجبصية المباني الطينية التي تعبر عن تراث الأحساء المعماري تنتشر في مدينتي الهفوف والمبرز وقرى كثيرة تحيط بالمحافظة من كل جهة، غير أن الأعمال الفنية من نقوش وقوالب جصية كانت مرتبطة أكثر بالمباني الطينية في المدن، وبالذات المباني الرسمية والعوائل الميسورة، حيث اهتم أصحابها بالنواحي الجمالية في العمارة.
أكد الباحث في التراث العمراني "سعيد عبدالله الوايل"، أن الزخارف الجصية تمثل إبداعات الحرفيين الأحسائيين أنفسهم، مع ما تحمله من موروثات تاريخية وتأثيرات حضارية يمكن أن نلحظها، وتختلف مستويات الخبرة ودرجة الإتقان في الأعمال الجصية المنفذة.

## زخارف وأماكن سعودية مُسجلة في اليونيسكو
المجالس السعودية العربية وزخرفتها 2015
القهوة العربية سُجلت بأنها قهوة سعودية 2015
العرضة النجدية 2015
المزمار الحجازي 2016
مدائن صالح في عام 2008
حي الطريف بالدرعية 2010
جدة التاريخية 2014
القط العسيري 2017
فن الصقارة 2012
1. 1 2 3  "«السدو».. زخارف الصحراء تظلل قمة G20". https://www.alyaum.com/. 24 يناير 2020. مؤرشف من الأصل في 2023-10-20. اطلع عليه بتاريخ 2023-10-11. {{استشهاد ويب}}: روابط خارجية في |صحيفة= (مساعدة)
2. ↑  "أنواع الزخارف السعودية". 5 ديسمبر 2022. مؤرشف من الأصل في 2023-10-20. اطلع عليه بتاريخ 2023-10-11.